# Trichotocepheus erabuensis
Trichotocepheus erabuensis är en kvalsterart som beskrevs av Aoki 1965. Trichotocepheus erabuensis ingår i släktet Trichotocepheus och familjen Otocepheidae.

## Underarter
Arten delas in i följande underarter:
- T. e. erabuensis
- T. e. modestus